# Minet el-Hosn

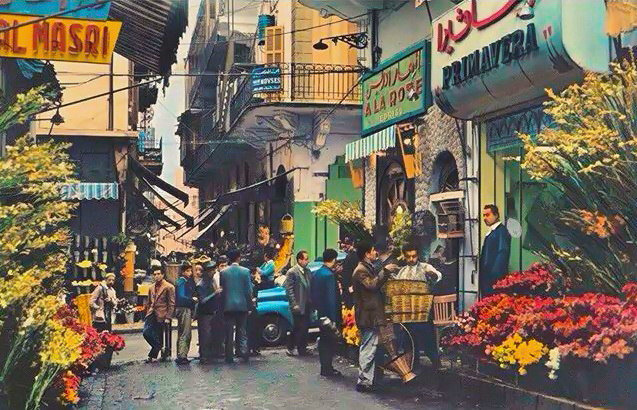
Bab Idriss in den 1960er-Jahren

Minet el-Hosn (arabisch ميناء الحصن, DMG Mīnāʾ al-Ḥiṣn) ist ein Bezirk der libanesischen Hauptstadt Beirut. Er liegt am westlichen Rand der Innenstadt und grenzt an die Außenbezirke Dar el-Mreisseh, Ras Beirut und Moussaitbeh.
Minet el-Hosn umfasst den gleichnamigen Stadtteil (Sektor 20) und die beiden Stadtteile Bab Idriss (Sektor 21) und Kantari (Sektor 22). Im Norden grenzt der Bezirk an die von Palmen gesäumte Seepromenade, die Corniche, wo am 14. Februar 2005 das Attentat auf Rafiq al-Hariri verübt wurde.
In dem Bezirk liegt der Campus der Haigazian-Universität. Bekannte Gebäude sind das 1961 eröffnete Phoenicia InterContinental Hotel, der 2008 fertiggestellte Platinum Tower sowie die 2017 fertiggestellten Beirut Terraces.